# El jardín de bronce
El jardín de bronce (br: O Jardim de Bronze) foi uma série de televisão argentina produzida pela Pol-ka Producciones para a HBO, que se encarregou de sua transmissão para toda a América Latina e Europa. Foi lançado em 30 de de Junho de 2017.

## Sinopse
Uma garota vai a uma festa de aniversário mas não chega ao seu destino. Seus pais começam a desesperada tarefa de encontrá-la, apesar de seu desaparecimento ser um mistério e não haver vestígios do que parece ser um sequestro

## Elenco

### Primeira temporada
- Joaquín Furriel como Fabián Danubio
- Luis Luque como César Doberti
- Julieta Zylberberg como Oficial Lidia Blanco
- Gerardo Romano como Procurador Esteban Revoira
- Romina Paula como Lila Lestelle / Cordelia Rauch
- Claudio da Passano como Diretor Marcos Silva
- Alan Sabbagh como Sergio "O Russo" Reidel
- Claudio Tolcachir como Iván Rauch
- Mario Pasik como Edmundo Carreras
- Norma Aleandro como Doris Lestelle
- Daniel Fanego como Diretor Lionel Mondragón

Recorrentes
- María Fernanda Callejón como Julia Doberti
- Mariana Prommel como Telma (Foca)
- Maite Lanata como Moira Danubio / Casilda Rauch
- Rodolfo Ranni como Ernesto Danubio
- Víctor Bó como Lionel "Chaco" Garcilaso
- Edda Bustamante como Sonia Garcilaso
- Rita Cortese como Reba
- Daniel De Vita como Roque "Polvillo" Álvarez
- Pablo Díaz como Osvaldo "El Negro" Suquía
- Diego Cremonesi como Oficial Sánchez
- Pablo Pinto como Mike "Tipito" Bermúdez
- Darío Levy como Inspetor Ramiro Beltrán
- Adrián Stoppelman como Doutor Luis Livedisky
- Federico Barga como ladrão
- Germán De Silva como Acuña
- Marcos Woinsky como Lanchero
- Francisco Lumerman como Retardado
- Diego Scanio como Patovica
- Diego Gallardo como funcionário do museu

### Segunda temporada
- Paola Barrientos como Andrea Rodríguez
- Claudio Rissi como Carmín
- Andrea Frigerio como prefeito de polícia
- Eugenia "China" Suárez como Advogada
- Marcelo Subiotto como Juan Pedro

## Prêmios e indicações
| Lista de prêmios e indicações | Lista de prêmios e indicações | Lista de prêmios e indicações                      | Lista de prêmios e indicações | Lista de prêmios e indicações | Lista de prêmios e indicações |
| Ano                           | Prêmio                        | Categoria                                          | Indicado(s)                   | Resultado                     | Ref(s)                        |
| ----------------------------- | ----------------------------- | -------------------------------------------------- | ----------------------------- | ----------------------------- | ----------------------------- |
| 2017                          | Premios Tato                  | Melhor Ator - Minissérie                           | Joaquín Furriel               | Indicado                      | [ 3 ]                         |
| 2017                          | Premios Tato                  | Melhor Atriz Coadjuvante                           | Julieta Zylberberg            | Indicado                      | [ 3 ]                         |
| 2017                          | Premios Tato                  | Melhor Atriz Coadjuvante                           | Norma Aleandro                | Indicado                      | [ 3 ]                         |
| 2018                          | Premios Cóndor de Plata       | Melhor série audiovisual para plataformas digitais | El jardín de bronce           | Indicado                      | [ 4 ]                         |
| 2020                          | Emmy Internacional            | Melhor Série Dramatica                             | El jardín de bronce           | Indicado                      |                               |